# The Bar-Kays
The Bar-Kays es un grupo popular de soul, R&B y funk formado en 1966, en Memphis, Tennessee. 

## Discografía

### Álbumes
•	1967 Soul Finger (Volt S417)
•	1969 Gotta Groove (Volt VOS-6004)
•	1969 "Hot Buttered Soul" (Isaac Hayes) (the band backs Hayes on his 2nd album)
•	1971 Black Rock (Volt VOS-6011)
•	1972 Do You See What I See?
•	1974 Coldblooded (Volt VOS-6023) reissued as (Volt VOS-9504)
•	1976 Too Hot to Stop (Mercury Records)
•	1977 Flying High on Your Love
•	1978 Money Talks
•	1978 Light of Life
•	1979 Injoy
•	1980 As One
•	1981 Nightcruising
•	1982 Propositions
•	1984 Dangerous
•	1985 Banging the Wall
•	1987 Contagious
•	1988 Animal

### Sencillos
•	1967 - "Soul Finger" (number 17 pop, number 3 R&B)
•	1967 - "Knucklehead" (number 76 pop, number 28 R&B)
•	1967 - "Give Everybody Some" (number 91 pop, number 36 R&B)
•	1972 - "Son of Shaft" (number 53 pop, number 10 R&B)
•	1976 - "Shake Your Rump To The Funk" (number 23 pop, number 5 R&B)
•	1977 - "Too Hot to Stop" (number 74 pop, number 8 R&B)
•	1977 - "Spellbound" (number 29 R&B)
•	1978 - "Let's Have Some Fun" (number 11 R&B)
•	1978 - "Attitudes" (number 22 R&B)
•	1979 - "Holy Ghost" (number 9 R&B)
•	1979 - "I'll Dance" (number 26 R&B)
•	1979 - "Are You Being Real" (number 61 R&B)
•	1979 - "Shine" (number 14 R&B)
•	1979 - "Move Your Boogie Body" (number 53 pop, number 90 dance, number 3 R&B)
•	1980 - "Today is the Day" (number 60 pop, number 25 R&B)
•	1981 - "Hit & Run" (number 5 R&B)
•	1981 - "Boogie Body Land" (number 73 dance, number 7 R&B)
•	1981 - "Body Fever" (number 42 R&B)
•	1982 - "Freaky Behavior" (number 60 dance, number 27 R&B)
•	1982 - "Hit & Run/Freaky Behavior" (number 49 dance)
•	1983 - "She Talks to Me With Her Body" (number 62 dance, number 13 R&B)
•	1984 - "Freak Show on the Dance Floor" (number 73 pop, number 2 R&B)
•	1984 - "Sexomatic" (number 12 R&B)
•	1984 - "Dirty Dancer" (number 17 R&B)
•	1985 - "Your Place or Mine" (number 44 dance, number 12 R&B)
•	1985 - "Banging the Walls" (number 67 R&B)
•	1987 - "Certified True" (number 9 R&B)
•	1989 - "Struck By You" (number 11 R&B)
•	1994 - "Old School Megamix" (number 44 rap)
•	1995 - "Mega Mix" (number 96 R&B)
•	1995 - "The Slide" (number 82 R&B)
•	1982 - "Do It"
•	1982 - "Propositions"